# Spaans amateurvoetbal
Het Spaanse amateurvoetbal begint in principe vanaf de Tercera División, ook al wordt deze divisie ook gerekend tot de professionele voetbalcompetities.

## Preferente
Onder de Tercera División bevindt zich de Preferente. Dit niveau is het hoogste amateurvoetbalniveau, vergelijkbaar met de Topklassen in Nederland. De sterkte van de competities verschillen onderling erg veel.
Elke Preferente werkt weer anders. Over het algemeen promoveert de kampioen van de divisie naar de Tercera División, maar er zijn ook divisies waar de kampioen niet direct promoveert en moet deelnemen aan play-offs (Valencia). De meeste divisies organiseren play-offs voor de overige 1 of meerdere promotieplaatsen, opvallend is bijvoorbeeld de competitie van de Balearen waar zelfs voor de nummers 2 t/m 7 play-offs worden gehouden. Toch zijn er ook divisies zonder play-offs, hier promoveren direct 1 of meerdere teams naar de Tercera División (Madrid).
Ook is er een verschil tussen het aantal degradanten. Kleinere competities hebben geen degradanten (Menorca, Ceuta, Melilla), bij de andere divisies verschilt het verschil tussen het aantal degradanten van 2 (Baskenland) tot 6 (Castilië-La Mancha).

## Aficionados
De Preferente is in feite al een divisie van aficionados, het Spaanse woord voor fans, hierbij doelend op mensen die voor hun plezier voetballen. De divisies onder de Preferente worden dan ook allen aangeduid met Aficionados waarbij weer een onderscheid wordt gemaakt tussen Primera Aficionados, Segunda Aficionados, etc..
Ter illustratie: de regio Madrid kent onder de Preferente nog drie niveaus: Primera Aficionados (bestaande uit 4 groepen), Segunda Aficionados (bestaande uit 8 groepen) en Tercera Aficionados (bestaande uit 10 groepen).
De term aficionado (fan) is echter wel misleidend. Anders dan dat de benaming misschien zou vermoeden, is het niveau van de Spaanse amateurdivisies vrij hoog.
Primera División ·
Segunda División ·
Primera Federación ·
Segunda Federación ·
Tercera Federación ·
Spaans amateurvoetbal ·

Copa del Rey ·
Copa de la Liga ·
Supercopa de España · 
Primera División Femenina · 
Copa de la Reina

División de Honor de Futsal